# Vassar Home for Aged Men

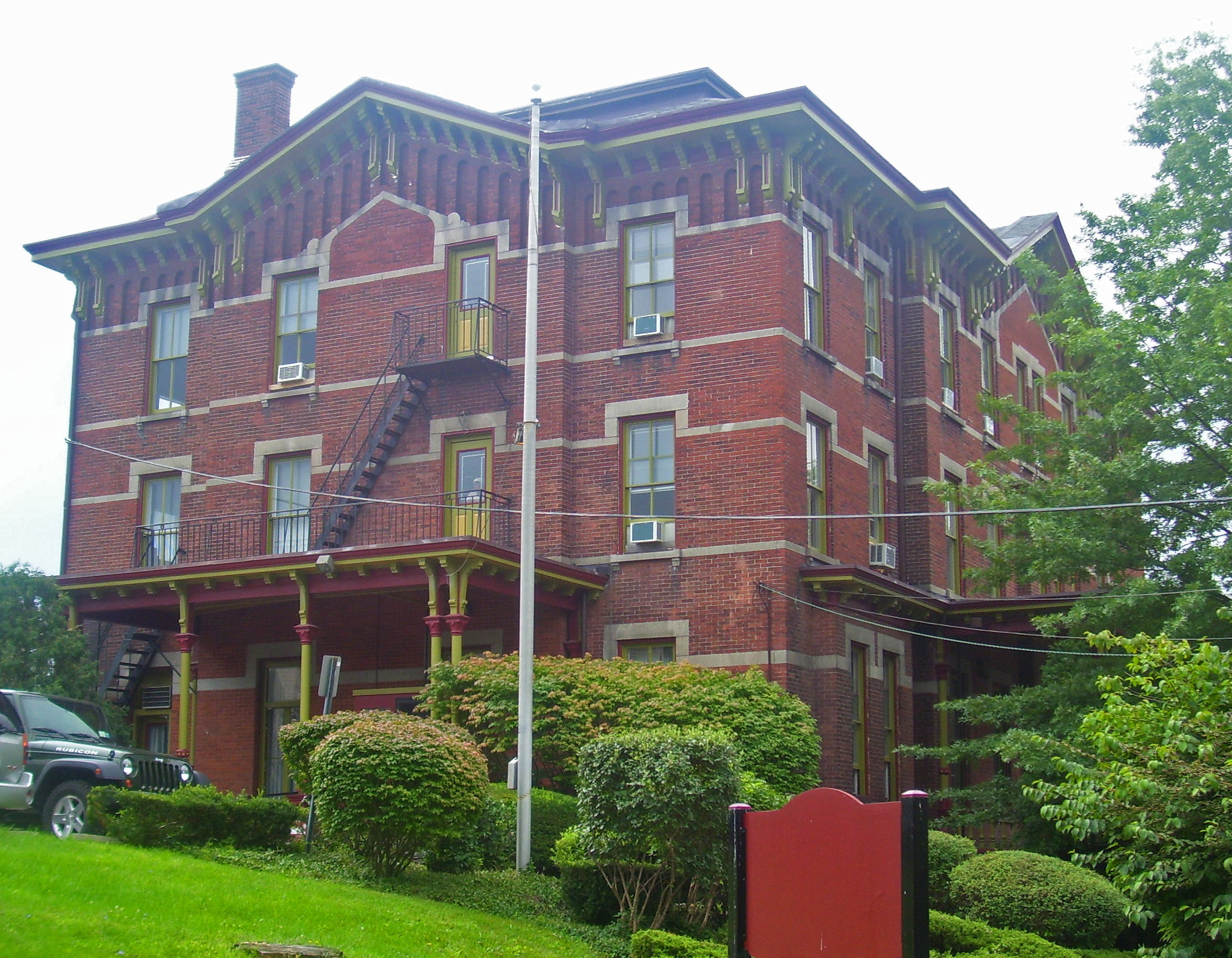
Ansicht auf Nord- und Ostseite (2008)

Das frühere Vassar Home for Aged Men ist ein ehemaliges Seniorenheim für Männer an der Kreuzung von Main Street und Vassar street in Poughkeepsie, New York in den Vereinigten Staaten. Es liegt direkt gegenüber dem architektonisch ähnlich gestalteten Vassar Institute.
Es wurde in den 1880 durch die Neffen von Matthew Vassar, dem Gründer des Vassar College, als Wohnheim für männliche Senioren gegründet, war aber bis 1903 nicht voll ausgenutzt. Das Anwesen wurde den größten Teil des 20. Jahrhunderts als Altersheim genutzt und war am 13. April 1972 eines der ersten Gebäude, das in der City of Poughkeepsie in das National Register of Historic Places eingetragen wurde. Es wurde Contributing Property des Mill Street-North Clover Street Historic Districts, der später ebenfalls in das National Register aufgenommen wurde. Heute gehört es, wie das Gebäude des Vassar Institutes, einer ortsansässigen Künstlervereinigung, die einen Teil der Flächen in dem Gebäude an gemeinnützige Organisationen vermietet.

## Gebäude
Das Haus ist ein dreistöckiges Gebäude, das an der Westseite – der Vorderseite des Hauses – neun Joche umfasst, der Sockel des Hauses steht frei. Die Fassade besteht aus Backsteinen im Läuferverband mit zierenden Steinreihen aus Granit. Sie verdeckt die Fachwerkkonstruktion des Hauses. Das Blechdach sitzt oberhalb eines breiten Gesimses mit großen, vertikal gedehnten Kragsteinen an den Ecken und kleineren dazwischen.
An der Ostseite sprint ein Pavillon mit fünf Jochen hervor, über dessen volle Länge eine Veranda mit einer Balustrade führt, die auch die Treppenstufen hinunterführt. Sie wird getragen von freistehenden Säulen an der Front und gebundenen an der Hausseite. An den anderen Seiten des Hauses befinden sich zwar ähnliche, aber kleinere Veranden.
Im Innern des Gebäudes ist die hintere Treppe mit einem großen geschnitzten Treppenpfosten versehen. Die beiden Salons sind mit neoklassizistischen schwarzen Kamineinfassungen versehen, die aus einem älteren Gebäude stammen. Zwei ähnliche Kamineinfassungen im Empfangsraum sind später entstanden. Dieser Raum ist mit einer geschnitzten Spanischen Wand im Stil Louis-seize ausgestattet, die von vier korinthischen Säulen gehalten wird.

## Geschichte
Das Haus wurde von Vassars Neffen an der Stelle seines alten Hauses errichtet und nutzte einen Teil der ursprünglichen Innenausstattung aus, etwa die Kamineinfassungen aus schwarzem Marmor. Die Baukosten betrugen 45.000 (inflationsbereinigt 1.231.000) US-Dollar, der Bau wurde 1880 fertiggestellt. Offiziell wurde das Wohnheim im Jahr darauf eröffnet.
Das für die Aufnahme von 50 Männern konzipierte Gebäude war anfänglich Heimat für sechs Personen, die die Bedingungen erfüllten – ein Mindestalter von 65 Jahren, protestantischer Glauben und ein Wohnsitz im Bundesstaat New York. Bis 1903 wurde das Wohnheim nicht vollständig ausgenutzt. Erst der Tod von Matthew Vassars Witwe machte ausreichend Finanzmittel frei.
Den größten Teil des 20. Jahrhunderts blieb das Haus ein Seniorenheim. In den 1970er Jahren wurde es vom Cunneen-Hackett Arts Center erworben, welche das Erdgeschoss als Kunstgalerie und Veranstaltungsort für öffentliche und private Veranstaltungen. Die oberen Stockwerke wurden als Büroflächen an andere gemeinnützige Organisationen vermietet.